# Tahiti Trot
Tahiti Trot, opus 16 is een compositie van de Russische componist Dmitri Sjostakovitsj geschreven in 1928.

## Geschiedenis
Tahiti Trot is een hoogst onwaarschijnlijk werk van Sjostakovitsj wanneer je het naast de rest van zijn oeuvre legt. Het werk is een orkestratie van het nummer Tea for Two uit de musical No, No, Nanette, geschreven door de Amerikaan Vincent Youmans. Eind jaren '20 van de 20e eeuw sprak de Sovjetregering, - nog voordat Jozef Stalin aan de macht was -, hun grote afkeer tegen de "decadente kapitalistische jazzmuziek". Er gold echter nog géén verbod op jazzmuziek en Tea for Two werd een enorm succes in de Sovjet-Unie. Sjostakovitsj sprak echter minachtend over de jazzmuziek.
Sjostakovitsj was indertijd nog maar 22 jaar en werd door dirigent Nikolai Malko overgehaald om het werk te orkestreren. Malko heeft later verteld hoe Tahiti Trot tot stand kwam; "Zo Mitenka, áls je dan écht zo'n genie bent als je beweert, dan geef ik je één uur om in de kamer hiernaast dit liedje op papier te zetten en te orkestreren voor mij". Sjostakovitsj bewees zich volgens de bijna-mythe door deze opdracht te voltooien in drie kwartier. Hij verdiende 100 roebel met de weddenschap.
Malko gaf de première van Sjostakovitjs' charmerende orkestratie het jaar daarop met het Filharmonisch Orkest van Leningrad.
Sjostakovitsj gaf het werk zelfs een opusnummer mee, wat tóch wat over het werk zegt. Zo gaf hij de minder serieuze Jazzsuites géén opusnummer mee.

## Het werk
Sjostakovitsj' orkestratie klinkt veel meer respecterend dan minachtend zoals hij zelf tegen Tea for Two aankeek. Het werk klinkt zeer opgewekt door de celesta, de trompetten en trombone. Later zou Sjostakovitsj het thema gebruiken in de derde akte van zijn ballet De Gouden Eeuw.